# Rocky Tuhuteru
Rocky Tuhuteru (Capelle aan den IJssel, 9 juni 1959) is een Nederlands televisie-, radiopresentator, programmamaker en bestuurder.

## Carrière
Tussen 1987 en 2000 was hij op zondagmiddag te horen als vaste presentator van het radioprogramma NOS Langs de Lijn. Nadien was hij nog incidenteel te horen als presentator van dit programma. Ook is hij bekend van het KRO-programma Ontbijt TV waarin hij eind jaren negentig een presentatieduo vormde met Dieuwertje Blok.
Sinds 2002 was hij tevens directeur van zijn eigen media- en communicatiebureau Tuhuteru en Partners in Den Haag. Vanaf 1 maart 2020 is Tuhuteru directeur van Stichting Pelita. Als gevolg hiervan legde hij zijn taken bij Tuhuteru en Partners neer en trok hij zich terug als directeur en aandeelhouder om zich volledig op Pelita te richten.
In de jaren 2010-2014 was Tuhuteru lid van de Raad voor Cultuur.
In 2024 sprak Tuhuteru de Nederlandse stem van Nalo voor de Walt Disney Animation Studios animatiefilm Vaiana 2.

### Televisie
- Ontbijt TV (KRO, 1994-2000)
- Teevee studio (KRO, 1995)
- Schooltv-weekjournaal (NOS, 1995)
- Familie Nederland (RVU, 2011-heden)

### Radio
- Hitweek en Tijd voor toen (KRO 1989-1991 Hilversum 3)
- Aktua radio (TROS, 1989)
- Langs de Lijn (NOS, 1987-2000)
- Evergreen top 1000 (NPO Radio 5)